# أمل خضير
أمل خضير (1950 -)، مغنية عراقية. ظهرت في منتصف الستينيات، وتسيدت الساحة الغنائية النسائية في العراق خلال فترة السبعينات. وهي من عائلة فنية فأختها هي الفنانة الكبيرة سليمة خضير التي احتضنتها وساندتها في بداية الطريق.

## بداياتها
ولدت أمل خضير داود سلمان التميمي في محافظة البصرة - محلة المشراق في العام 1950. نشأت وسط أسرة متأثرة بالغناء الريفي. بدأت الغناء ضمن النشاط المدرسي وشاركت في أول حفلاتها الغنائية المدرسية وهي بعمر ال(7) سنوات. وكانت متأثرة بمطربات الزمن القديم أمثال وحيدة خليل وسليمة مراد وسلطانة يوسف وبدرية أنور ومنيرة الهوزوز وزكية جورج. كانت تهوى الرسم وتقديم العمل الإعلامي فضلاً عن الغناء.
في العام 1963 قدمت إلى بغداد مع شقيقتها الفنانة المخضرمة سليمة خضير لتشارك في برنامج ركن الهواة، وغنت إحدى أغاني المطرب الراحل عبد الحليم حافظ. لتكون ضمن كورس «فرقة الإنشاد العراقية». بعدها انضمت إلى الفرقة القومية وسجلت أغاني فردية، وكان هذا التدرج هو البداية الصحيحة لكل فنان يريد أن يكتسب الخبرة في ذلك الوقت.

## مذيعة
في بداية السبعينيات عملت كمذيعة في برنامج القوات المسلحة لمدة سنتين، وكانت تقدم البرنامج اذاعياً وتلفزيونياً.

## مطربة
كانت انطلاقتها الحقيقية عام 1973 فغنت في تلك الفترة بعض الاغنيات التي كتبها كاظم عبد الجبار ولحنها الفنان فاروق هلال ومن بين تلك الأغاني (على ضيك ياقمر ) واغنية (مر فرقاك)، وعرفت بذلك الوقت باسم ( أمال حمدي).
وكانت أول أغنية ظهرت وانتشرت وعرفها الجمهور من خلالها هي (كريستال) من الحان محسن فرحان، ثم توالت الإلحان فغنت (أحاول أنسى حبك)
و(عيني وبعد عيناك) واغنية (يالعلمتني ألهوى ) و(من الشباك).. لتأخذ اغنياتها فيما بعد طابع آخر مع الاحتفاظ بطابع الشفافية والحزن الذي تميزت به فغنت (يا الف وسفه وياحيف - وفدوة فدوة - وتعال) (أتوبة من المحبة ) و(يا يمة آثاري هواي) وتلك الأغاني لاقت صدى واسع بين المستمعين.

## التمثيل
مثلت أمل خضير في (5) مسرحيات من الستينيات حتى السبعينيات. الا انها كانت تركز على الغناء حتى لاتضيع نفسها بين التمثيل وتقديم البرامج الإذاعية والرسم، وهي : 
- التراب
- الكاع
- فوانيس
- الطنطل
- السدرة